# لسلی کامپتن
لسلی کامپتن (به انگلیسی: Leslie Compton) بازیکن فوتبال زادهٔ ۱۲ سپتامبر ۱۹۱۲ اهل کشور انگلستان که سابقهٔ بازی در تیم ملی فوتبال انگلستان را در کارنامهٔ خود دارد. وی در تاریخ ۱۵ نوامبر ۱۹۵۰ نخستین بازی ملی خود را در مقابل تیم ملی فوتبال ولز انجام داد و با حضور در ۲ بازی ملی، در تاریخ ۲۲ نوامبر ۱۹۵۰ واپسین بازی ملی‌اش را در برابر تیم ملی فوتبال یوگسلاوی برگزار کرد.